# Pro-life
 Der er for få eller ingen kildehenvisninger i denne artikel, hvilket er et problem. Du kan hjælpe ved at angive troværdige kilder til de påstande, som fremføres i artiklen.

Den amerikanske Pro-Life bevægelse (også kendt som "anti-abortion movement” eller "right to live movement"; "retten-til-liv" på dansk), er bygget på tankegangen om, at det er moralsk og religiøst forkert at få foretaget en abort og ønsker det forbudt af få foretaget en abort i USA. Deres hovedargument er, at en menneskelig zygote (og senere et foster) er et menneske og derfor er underlagt almindelige menneskerettigheder og dermed retten til beskyttelse og retten til liv. Bevægelsen består af mange forskellige organisationer, der alle støtter det fælles mål om retten til liv for ufødte; hvorfor bevægelsen heller ingen central ledelse har. Holdninger inden for bevægelsen er også på nogle punkter delte: Nogle mener, at abort i alle tilfælde bør være illegalt (da alle mennesker uanset livssituation har ret til liv), og andre mener, at abort i visse tilfælde bør være legalt: Dét omfatter bl.a. tilfælde, hvor undfangelsen er sket under tvang, eller hvor komplikationer ved graviditeten truer morens liv.
I 1973 beslutter den Amerikanske Højesteret, at det er en forfatningsbeskyttet ret at få foretaget en abort uden overdrevet statslig indflydelse. Dét førte til, at Pro-Life bevægelsen blev politisk aktiv med et fælles mål om at få Højesteret til at annullere afgørelsen i Roe v. Wade, som fjernede staternes autonomi til selv at lovgive på området. Således kan stater i USA ikke ulovliggøre aborter i graviditetens første trimester. i USA er bevægelsen forbundet med mange kristne religiøse grupper især i den katolske kirke og ofte men ikke altid er associeret med det republikanske parti.
Den anden side af debatten er "Pro-choice" bevægelsen, der argumenterer for, at alle kvinder skal have retten til selv at vælge, om de vil have en abort eller ej.

## Historie
Op gennem 1950'erne og 1960'erne fik bevægelsen stor opmærksomhed på grund af anden-bølge feminisme.
I 1965 besluttede den Amerikanske højesteret i Griswold v. Staten Connecticut, at statslovgivning ikke må forhindre borgerne i at købe præventionsmidler. I slutningen af 60'erne blev der oprettet mange grupper med det formål at stoppe lovliggørelsen af abort som respons til den nationsomspændende bølge af voksende lovliggørelse af abort gennem hele graviditeten. 
I 1973 argumenterede Fader William S. Skylstad, biskop af Amerika, for, at man skulle fjerne retten til fri abort, da denne var forfatningsstridig.
I 1976 lykkedes det for Henry John Hyde fra det Amerikanske Republikanske Parti at få gennemført en ændring til den føderale lov, så offentlig støtte til abortvirksomhed ikke længere var lovligt.
Roe v. Wade er set som et af de største tilbageslag mod retten-til-liv-bevægelsen. Afgørelsen har antageligt haft en stor betydning for dét sindelagsskifte, som store dele af den amerikanske befolkning gennem 1980'erne oplevede; hvor der blev støttet mere op om abortrettigheder end retten til liv for ufødte. 
I kontemporær tid har der været en række amerikanske præsidenter, som offentligt har været modstandere af den frie abort: Ronald Reagan, George H. W. Bush, George W. Bush, og Donald Trump. Theodore Roosevelt var offentligt imod brugen af præventionsmidler.